# Ficus cuatrecasasiana
Ficus cuatrecasasiana es una especie de planta  perteneciente a la familia Moraceae. Es endémica de Bolivia. Esta especies está tratada en peligro de extinción por pérdida de hábitat. 

## Taxonomía
Ficus cuatrecasasiana fue descrita por Armando Dugand y publicado en Caldasia 1(4): 36 1942.
Etimología
Ficus: nombre genérico que se deriva del nombre dado en latín al higo.
cuatrecasasiana: epíteto otorgado en honor del botánico José Cuatrecasas Arumí.
Sinonimia
- Ficus aguaraguensis Vázq.Avila
- Ficus garcia-barrigae Dugand
- Ficus garcia-barrigae var. ovoidea Dugand
- Ficus sibundoya Dugand[3]